# Léopold Mabilleau
Léopold Mabilleau (1853-1941) est un professeur agrégé de philosophie français connu pour avoir été le premier président de la Mutualité Française.

## Biographie
Auguste Léopold Marie Mabilleau est né le 10 octobre 1853 à Beaulieu-lès-Loches (Indre-et-Loire). Son père, Auguste Mabilleau, était enseignant et sa mère, Léopoldine Roos, était sans profession. Après le lycée de Niort, il entre à l'École normale supérieure section lettres en 1873. Reçu premier au concours de l'agrégation de philosophie en 1876, il intègre l'École française de Rome, où il devient spécialiste de la philosophie de la fin du moyen-âge et de la Renaissance en Italie. Ses écrits portent alors sur la première monographie de Cesare Cremonini, sur l'École de Padoue à partir du XIVe siècle, sur l'histoire de l'atomisme ainsi qu'un livre sur Victor Hugo.
A son retour de Rome, il est nommé professeur de philosophie à la Faculté de lettres de Toulouse de 1878 à 1887, se lance dans la politique et devient conseiller municipal et adjoint au maire de cette ville de 1884 à 1888. Il vient ensuite à Paris où il enseigne à l'École normale d'Auteuil et au Musée pédagogique de 1887 à 1890, obtient un poste de professeur de philosophie à la Faculté des lettres de Caen de 1890 à 1897 et en 1897-1898 donne des conférences sur le mouvement coopératif à la Faculté de droit de Paris tout en occupant la chaire de philosophie gréco-latine au Collège de France. 
Devenu secrétaire du fondateur du Musée social, il en prend la direction en 1897. Cette fonction l'amène à s'intéresser à l'économie sociale et solidaire qu'il enseigne au Conservatoire national des arts et métiers en 1900 et est à l'origine de la création de la Fédération nationale de la Mutualité française en 1902 dont il prend la présidence jusqu'en 1921. Il essaime ses idées aux États-Unis et en Amérique latine et prend la présidence de la Fédération internationale de la Mutualité à sa création en 1905.
Il est amené à démissionner de toutes ses fonctions mutualistes et au Musée social le 2 mai 1921 pour avoir, semble-t-il, « effectué des opérations de commerce au nom de la Fédération ». Il ne fait plus parler de lui jusqu'à sa mort intervenue le 14 février 1941 à Niort.